# Sabine Appelmans
Sabine Appelmans (Aalst, 22 de abril de 1972) é uma ex-tenista profissional belga.

## Carreira
Chegou a ser número 16 do mundo em simples, e 21 em duplas. Seu melhor resultado em simples foi ter chegado às quartas-de-final do Australian Open em 1997. Ganhou 7 títulos da WTA em simples, e 4 em duplas.
Participou dos Jogos Olímpicos de Verão de 1992, 1996 e 2000. Appelmans encerrou a carreira em 2001.